# The Monthly
The Monthly es una revista nacional australiana de política, sociedad y artes, que se publica once veces al año mensualmente, excepto la edición de diciembre/enero. Fundada en 2005, es publicada por el promotor inmobiliario de Melbourne Morry Schwartz. 

## Colaboradores
Entre los colaboradores se incluyen Mark Aarons, Waleed Aly, John Birmingham, Peter Conrad, Annabel Crabb, Richard Flanagan, Robert Forster, Anna Funder, Helen Garner, Anna Goldsworthy,  Kerryn Goldsworthy, Ramachandra Guha, Gideon Haigh, M. J. Hyland, Linda Jaivin., Clive James, Kate Jennings, Paul Kelly, Benjamin Law, Amanda Lohrey, Mungo MacCallum, Shane Maloney, Robert Manne, David Marr, Maxine McKew, Drusilla Modjeska, Peter Robb, Kevin Rudd, Margaret Simons, Tim Soutphommasane, Lindsay Tanner, Malcolm Turnbull y Don Watson.

## Características
Ensayos
La revista generalmente publica ensayos de 3.000 a 6.000 palabras. Los artículos de portada "Being There", la investigación de Mark McKenna sobre el importante historiador australiano Manning Clark y el perfil de Eric Ellis sobre Wendi Deng Murdoch, la entonces esposa del magnate de los medios Rupert Murdoch, tenían alrededor de 10.000 palabras. 
A principios de 2006, The Monthly publicó "Information Idol: Cómo Google nos está volviendo estúpidos" de Gideon Haigh, y "The Tall Man: Palm Island's Heart of Darkness" de Chloe Hooper, que se amplió al libro The Tall Man: Death and Life en Palm Island en 2008. Ambas piezas compartieron el Premio John Curtin de Periodismo 2006. La pieza de Hooper ganó el premio Walkley de 2006 por redacción de artículos de revista.
The Monthly ha publicado ensayos en profundidad que han tenido un impacto en la política y los políticos australianos. "The Outcast of Camp Echo: The Punishment of David Hicks " de Alfred W. McCoy, "Faith in Politics" de Kevin Rudd y "Gunns: Out of Control" de Richard Flanagan han prestado una mayor atención a las cuestiones planteadas más allá de los lectores. de la revista.    
50.000 copias del ensayo "Gunns: Out of Control" fueron reimprimidas para buzones en los electorados del ministro de medio ambiente de Australia y portavoz de medio ambiente de la oposición por el empresario Geoffrey Cousins, quien decidió montar una campaña contra la propuesta de Bell Bay Pulp Mill en Tasmania después de leerlo en The Monthly.    
Artes y Letras
The Monthly contiene una sección de Artes y Letras con reseñas independientes sobre libros, cine, música, teatro, televisión, moda, arte y arquitectura. Robert Forster, colaborador habitual, ganó el Premio Pascall de Escritura Crítica en 2006 por su crítica de música popular en The Monthly.  La revista dejó de publicar cartas de lectores a principios de 2017. Nunca se proporcionó ninguna explicación para esta decisión y el sitio web y la versión impresa continúan invitando a contribuir. En noviembre de 2021 se eliminó la opción de comentar artículos publicados online mediante la plataforma Disqus. Al mismo tiempo, se comenzaron a moderar o desactivar los comentarios en la página de Facebook de la revista.
La nación revisada
Una sección en la portada de la revista que consiste en un resumen nacional en un puñado de artículos, cada uno de alrededor de 1.000 palabras. Esta sección es un reconocimiento al exempresario Gordon Barton, quien fundó un periódico semanal titulado Nation Review.
Encuentros
Al final de la revista había una historia de una página que recordaba un encuentro histórico improbable pero real entre dos personajes famosos, por ejemplo "Errol Flynn y Fidel Castro".  Encounters fue escrito por Shane Maloney e ilustrado por Chris Grosz y fue publicado como una colección en agosto de 2011 por Black Inc. 